# Hyundai Motor Group
Hyundai Motor Group (en coréen 현대자동차그룹/現代自動車) est un conglomérat sud-coréen basé sur Hyundai Motor. Il est 3e au classement en nombre de ventes d'automobiles en 2019. Ce conglomérat comprend Hyundai Motor, Kia Motors, Hyundai Mobis, etc.

## Actionnaires
| Hyundai Mobis                                   | 21,4 % |
| Service national des pensions de Corée          | 8,79 % |
| Hyundai Motor Company (autodétention)           | 5,97 % |
| Chung Mong-koo                                  | 5,33 % |
| Chung Eui-sun (en)                              | 2,62 % |
| The Vanguard Group                              | 1,63 % |
| Norges Bank Investment Management               | 1,15 % |
| Fidelity Management & Research                  | 1,12 % |
| Thornburg Investment Management                 | 1,09 % |
| Capital Research & Management (World Investors) | 0,90 % |

## Filiales

### Constructeurs automobiles
- Hyundai Motor
- Kia Motors

#### Les co-entreprises automobiles
- BAIC Motor
- Hawtai
- Global Motors

### Équipementiers automobiles
- Hyundai Mobis
- Hyundai Powertech
- Hyundai Wia
- Hyundai Partechs
- Hyundai Kefico
- Hyundai Dymos
- Hyundai IHL

### Fabrication
- Hyundai Steel
- Hyundai BNG Steel
- Hyundai Rotem

### Construction et BTP
- Hyundai Engineering & Construction
- Hyundai Engineering

### Finance
- Hyundai Capital
- Hyundai Card
- Hyundai Commercial

### Autres
- Hyundai Glovis
- Innocean
- Haevichi Hotel & Resort
- Hyundai AutoEver
- Hyundai MNSoft
- Hyundai NGV
- Hyundai Rotem

## Fraude aux tests de pollution
En avril 2024, Hyundai Motor Group a été condamné en Allemagne à 58 millions d’euros d’amende pour fraude aux tests d’homologation: la société avait équipé ses véhicules de logiciels destinés à abaisser la mesure des oxydes d'azote lors de ces tests, une fraude également effectuée par plusieurs autres constructeurs.